# الهادي السملالي
الهادي السملالي، ولد في 20 جانفي 1919 في تونس وتوفي في 13 أوت 1991. هو ممثل وصحفي تونسي.

## النشأة
ولد الهادي السملالي في كنف عائلة متوسّطة الحال، من أب مغربي الأصل، بمدينة تونس العتيقة.

درس في المدرسة الابتدائية بالحلفاوين ثم إلتحق بالمدرسة الفرنسية بنهج جامع الزيتونة. تعلم اللغة العربية بمدرسة بسوق العطارين أين كان التلميذ الوحيد الذي يرتدي الشاشبة مما جعل زملائة ومعلميه الأجانب يسخرون منه. إلتحق سنة 1934 بالمعهد العلوي ليكمل تعليمه الثناوي.

## المسيرة الفنيّة
أعجب الهادي السملالي بالمسرح منذ صغر سنه خاصة المسرح الساخر، كان يساهم، صحبة ثلة من المسرحين مثل صالح الخميسي، محمد الحداد، نور الدين القصباوي وغيرهم، في أعياد نبتة البلّوط، وهي عروض تلقائية ارتجالية ساخرة ترتبط بفتراتٍ زمنية معينة من السنة، تستبدل فيها كلمات الأغاني المشهورة بأخرى مضحكة حول الأكل والحياة اليومية.

إلتحق بالفرقة المسرحية التي أسستها الممثلة وسيلة صبري مما مكنه من العمل مع ثلة من المسرحين المهمين مثل
محي الدين مراد، أحمد التريكي، فهيمة بشير، الهادي الطبربي، الشادلي بن فريجة، ليليا فؤاد، نور الدين بن رشيد، صالحة المصرية، بديعة جمال وعزيزة نعيم. 

أصبح السملالي صديقا مقربا لنور الدين بن رشيد، إذ قام الثنائي بتقديم العديد من العروض القصيرة التي لاقت إستحسانا من الجمهور مما مكنهم من القيام بعديد من المسرحيات التي قدموها خاصة بالجزائر.

سنة 1940، قرّر السملالي الالتحاق بالفرقة المسرحية الكوكب التمثيلي لمحمد الحبيبي، كان يقوم بأدوار صغيرة ولكنة استطاع أن يحسن إلقائه وأدائه المسرحي.

سنة 1947، استطاع أن يكوّن فرقته المسرحية التي كانت تعرض أعمالها في تونس والجزائر.
بعد استقلال البلاد، إلتحق للعمل مع فرقة مدينة تونس بقيادة زكي تليمات. كما ساهم في بعض أعمال فرقة المنار بقيادة الفنان رضا القلعي.

ساهم في بعض المسلسلات التلفزية وسجّل بعض الأغاني الهزلية والمسرحيات الساخرة.
.

## الأعمال الفنية

### الأغاني والمسرحيات الهزلية
| اسم الأغنية            | تعليق                                          |
| ---------------------- | ---------------------------------------------- |
| المترجم                | نجاح جماهري، تبث إلى اليوم في الإذاعات الوطنية |
| يبارك في ترابك يا تونس | إعادة توزيع لأغنية لصالح خميسي                 |
| سامحني                 | إعادة توزيع لأغنية لصالح خميسي                 |
| عندي ولدي              | نص وألحان رضا القلعي                           |
| الفن الشعبي            | نص محمد بوذينة، ألحان الشاذبي أنور             |
| الراديو                |                                                |
| سبقت الروس والمريكان   | نص أحمد خير الدين                              |
| أنا عمري ما سكرت       | إعادة توزيع لأغنية لصالح خميسي                 |
| فاش مطلوب              | نص وألحان رضا القلعي                           |
| يا سمراء يا بنت عمي    | نص وألحان بشير فهمي                            |
| مرة طريحة مرة كلوف     |                                                |
| أنا مرتي تحب الفامة    |                                                |
| رينا عجايب رينا غرايب  |                                                |
| الزازوات               |                                                |